# Ришард Шимчак
Ришард Владислав Шимчак (пол. Ryszard Władysław Szymczak, нар. 14 грудня 1944 — пом. 7 грудня 1996) — польський футболіст, що грав на позиції нападника.

## Клубна кар'єра
У дорослому футболі дебютував 1962 року виступами за команду клубу «Гвардія», в якій провів дванадцять сезонів, взявши участь у 213 матчах чемпіонату.
Протягом 1974—1977 років захищав кольори команди клубу «Булонь».
Завершив професійну ігрову кар'єру у клубі «Гвардія», у складі якого вже виступав раніше. Прийшов до команди 1977 року, захищав її кольори до припинення виступів на професійному рівні у 1978 році.
Помер 7 грудня 1996 року на 52-му році життя.

## Виступи за збірну
У 1972 році дебютував в офіційних матчах у складі національної збірної Польщі. Протягом кар'єри у національній команді, яка тривала усього 1 рік, провів у формі головної команди країни 2 матчі.

## Титули і досягнення
- Олімпійський чемпіон: 1972